# Ibn 'Aqil
Ibn ʿAqīl Abū al-Wafāʾ ʿAlī ibn ʿAqīl ibn Muḥammad ibn ʿAqīl ibn Aḥmad al-Baghdādī al-Ẓafarī (in arabo أبو الوفاء علي ﺍبن عقيل ﺍبن محمد ﺍبن عقيل‎?; Baghdad, febbraio-marzo 1040 – Baghdad, 1119) è stato un teologo e giurista arabo di scuola hanbalita.
Studiò con oltre venti maestri, due soli dei quali appartenenti al madhhab hanbalita, con uno dei quali, il Qāḍī hanbalita Abū Yaʿlā ibn al-Farrāʾ (m. 1066), studiò però per circa 11 anni.
Prima della sua definitiva adesione all'Hanbalismo, Ibn ʿAqīl frequentò i circoli mutaziliti, provando un deciso interesse per i loro principi relativi al kalām e una qualche simpatia per il pensiero del Sufi al-Ḥallāj, cosa che gli procurò l'avversione degli stessi mutaziliti.
Entrò in virulenta polemica anche con una corrente hanbalita, tanto da essere costretto alla semi-clandestinità nella stessa Baghdad tra il 1068 e il 1072, protetto da amici. Il 24 settembre del 1072 fece nella moschea dello Sharīf Abū Jaʿfar pubblica ammenda delle sue posizioni filo-mutazilite e filo-hallagiane che gli avevano creato tante difficoltà, anche se permane il forte sospetto che per queste ultime abbia fatto ricorso alla taqiyya: cosa resa comprensibile dal fatto che le opinioni su al-Ḥallāj in ambito hanbalita erano quanto mai diversificate.
Tra le sue opere di sharīʿa e di fiqh giunte fino a noi, figurano il Kitāb al-wāḍiḥ fī uṣūl al-fiqh (un'opera sulla metodologia giuridica in tre volumi), parte dell'immenso Kitāb al-funūn, un lavoro di 200 o addirittura 800 volumi, per quanto di dimensioni contenute e il Kitāb al-jadal, un lavoro di dialettica giuridica.

Perdute sono invece opere di carattere teologico e d'interesse tradizionistico.
Malgrado alcune critiche rivoltegli, Ibn al-Jawzī fu notevolmente influenzato dal suo pensiero.